# خالد عبد الرحيم
الدكتور خالد محمد عبد الرحيم رجل أعمال بحريني وقطب بناء وهو مؤسس ورئيس مجلس إدارة مجموعة شركات كار. الشركة المحورية لهذه المجموعة التجارية هي شركة سيباركو البحرين الشركة الرائدة في مجال تشييد المباني والهندسة المدنية. تحت رؤية وشخصية وتوجيه خالد أنجزت سيباركو العديد من المشاريع المتميزة في الحجم والتعقيد. تجدر الإشارة إلى أن حلبة البحرين الدولية وحلبة مرسى ياس ومجمع البحرين سيتي سنتر ومكتبة الشيخ عيسى بن سلمان ومركز المؤتمرات ومقر سيتي بنك وجسر الملك حمد وغرفة تجارة وصناعة البحرين وغيرها الكثير.

## السيرة
ولد خالد عبد الرحيم في المنامة في عام 1962. في عام 1979 سافر إلى الولايات المتحدة للدراسة في جامعة سانت إدواردز في أوستن في ولاية تكساس. بعد الحصول على شهادته الجامعية انضم خالد إلى عمل الأسرة في عام 1986. الخبرات المتراكمة لوالده في تشغيل الأعمال التجارية للعائلة وفرت رؤية فريدة للتعامل مع الأعمال التجارية في بيئة الشرق الأوسط. لم يمض وقت طويل قبل أن يؤسس شركته الهندسية المدنية سيباركو البحرين والتفوق في مجال التطوير العقاري.
قدرة خالد الخارقة لتحقيق الطلب في السوق والاتجاهات أدى به إلى إجراء المزيد من الدراسات في جامعة غلاسكو كالدونيان في حين كان مشغول مع أحد مشاريع البناء الأكثر تحديا في البحرين وهي حلبة سباقات الفورمولا 1 والتي كان لا بد من الانتهاء منها في 16 شهر من بداية البناء. تم الانتهاء منه في الوقت المحدد وساعد هذا الإنجاز في اعتباره لاعب رئيسي في صناعة البناء والتشييد في الشرق الأوسط.

## الإنجازات

خالد مع اللورد ماكدونالدز

منح خالد عبد الرحيم درجة الدكتوراة الفخرية في الهندسة من جامعة غلاسكو كالدونيان تقديرا لجهوده ومساهمته وخبرته الواسعة في صناعة البناء والتشييد في البحرين وباقي دول العالم.
في عام 2008 تم ترشيح خالد الرحيم من بين المرشحين لجائزة رجل الأعمال في الشرق الأوسط لعام 2008. في عام 2010 دعي خالد الرحيم إلى مجلس اللوردات في المملكة المتحدة من قبل اللورد جوس ماكدونالدز لتهنئته على منحه جائزة الخريجون الناجحون من جامعة غلاسكو كالدونيان حيث يعمل أيضا كمستشار. خالد تلقى جائزة الإنجاز الدولية في حفل توزيع جوائز التميز الصناعي عام 2004 الذي عقد في كوالالمبور جنبا إلى جنب مع تشوا سيو لينغ من شركة دبليو سي تي الهندسية عن الانتهاء بنجاح من حلبة البحرين الدولية قبل الجدول الزمني.

## جمع السيارات
معروف عن خالد بأنه أحد هواة جمع السيارات عالية الأداء. جمع السيارات عالية الأداء نادرة للغاية وتتضمن نسخات محدودة. أحدها جاكوار 1964 كان يملكها فيل هيل وهو أول سائق سباقات أمريكي يفوز في بطولة الفورمولا واحد في عام 1961. ويملك:
- فيراري.
- بورشه.
- لامبورغيني.
- مرسيدس.
- بوغاتي.
- سالين.
- نوبل.
- إيه سي كوبرا.
- أستون مارتن.
- مكلارين.

وبعض السيارات الأكثر شيوعا بما في ذلك تيسلا رودستر ومازيراتي جران توريزمو ورولز رويس الشبح ومايباخ 57 ونيسان جي تي - ار.

### لامبورغيني ريفينتون
تضم المجموعة أيضا سيارة لامبورغيني ريفينتون وهي الأولى من بين عشرين سيارة مباعة من أي وقت مضى.